# Bol d'Or
|  | Aquest article tracta sobre una cursa motociclista. Si cerqueu la cursa ciclista, vegeu «Bol d'Or (ciclisme)». |

El Bol d'Or és una cursa motociclista de resistència puntuable per al Campionat del Món, que se celebra anualment a França d'ençà de 1922. Originalment, a banda de motocicletes hi competien també automòbils amb motors limitats a 1.100 cc, fins que la dècada de 1950 s'apujà el límit a 1.500 i més tard a 2.000 cc. L'organitzador original era Eugene Mauve.
La cursa es disputa tradicionalment durant el segon cap de setmana de setembre i té una durada de 24 hores, durant les quals es van tornant en el pilotatge de la moto els tres membres de l'equip. Antigament, els equips eren compostos per només dos pilots, havent de córrer cadascun 12 hores en total, fins que pels volts de 1977 les regles canviaren als tres corredors per equip actuals, per qüestió de seguretat,.
Durant el cap de setmana de la cursa s'organitzen activitats paral·leles com ara un ral li de motocicletes gegants, un carnaval, un espectacle d'acrobàcia amb moto (stunt) i altres esdeveniments relacionats amb el motociclisme.

## Història
Fins a 1970 la cursa es va celebrar en diversos circuits, principalment Montlhéry i Saint-Germain-en-Laye, passant a celebrar-se a Le Mans de 1971 a 1977. Durant els següents 22 anys, l'esdeveniment va tenir lloc al Circuit Paul Ricard i tot seguit es va traslladar al Circuit de Nevers Magny-Cours, on segueix actualment. De tots aquests emplaçaments, el Circuit Bugatti de Le Mans és el que més bon record ha deixat. De fet, un cop la cursa va abandonar aquest circuit, se n'hi instituí una de successora: les "24 Heures Du Mans".
Les curses de resistència de 24 hores gaudeixen de gran seguiment als països francòfons, on es disputen les tres proves principals (Le Mans i Magny Cours a França i Spa-Francorchamps a Valònia). Lògicament, els equips i pilots més reeixits són francesos, tot i que de tant en tant en despunten de britànics. El 1992, un equip totalment britànic va guanyar la cursa, i més tard el britànic Terry Rymer ha obtingut bons resultats. Durant la dècada de 1970, el Campió del Món de velocitat Phil Read hi participà.
A finals de la dècada del 1970 i començaments de la del 1980, a França es disputà durant uns quants anys l'anomenat Bol d'Herbe, una rèplica del Bol d'Or però sobre terra, sovint per camins rurals i camps allunyats dels centres de població. Al seu moment, fou una de les proves de Resistència TT més populars a Europa.

### Llocs on s'ha celebrat

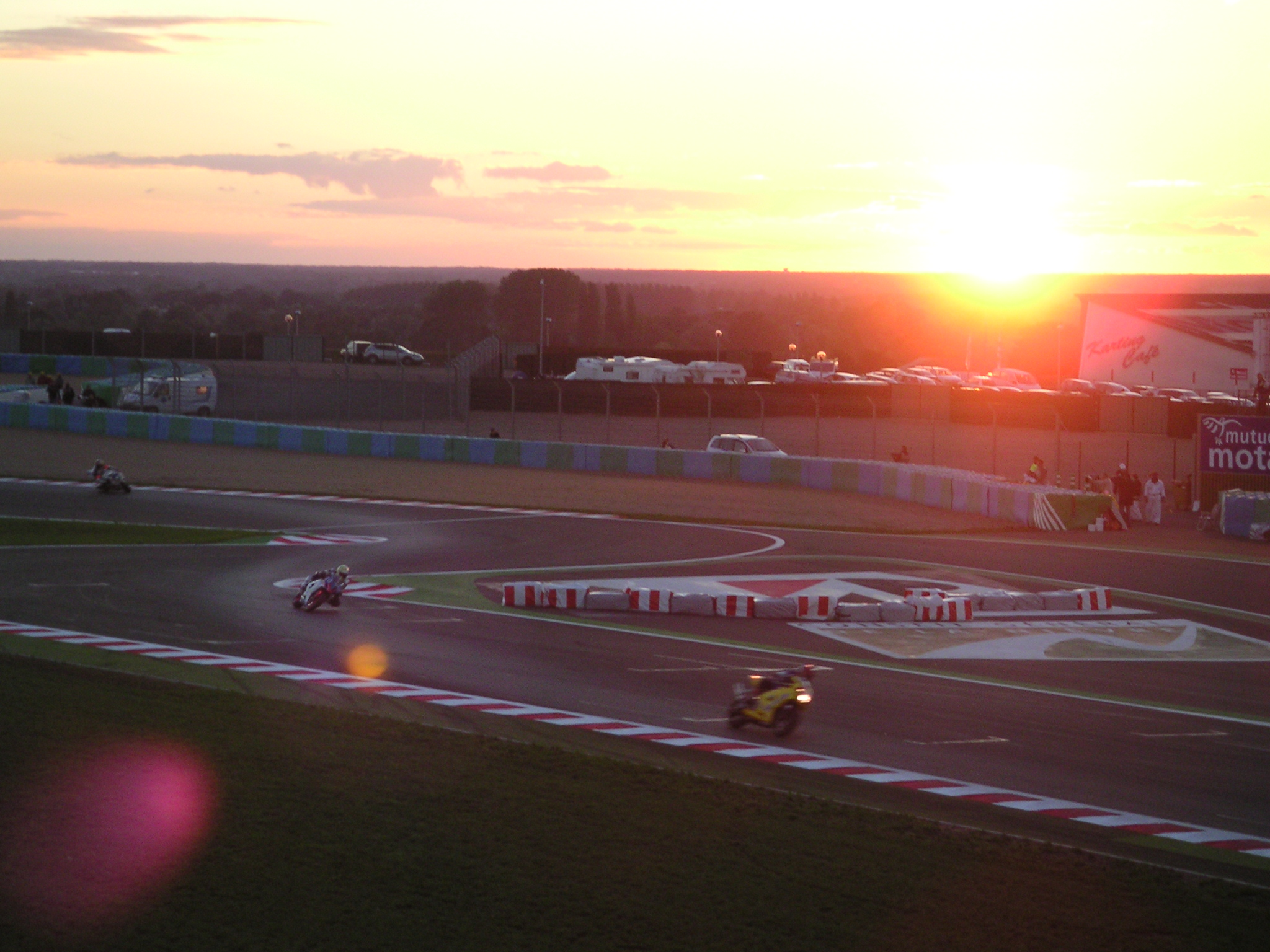
Imatge de l'edició del 2005

- 1922: circuit de terra batuda a Vaujours, Clichy-sous-Bois i Livry-Gargan, de 5,126 km de llarg. Un conductor per motocicleta.
- 1923-1936: Circuit de Loges, a Saint-Germain-en-Laye (el 1927, a Fontainebleau)
- 1937-1939: Circuit de Linas-Montlhéry
- 1940-1946: No es disputà (Segona Guerra Mundial)
- 1947-1948: Saint-Germain-en-Laye
- 1949-1950: Circuit de Linas-Montlhéry
- 1951: Saint-Germain-en-Laye
- 1952-1960: Circuit de Linas-Montlhéry
- 1961-1968: No es disputà
- 1969-1970: Circuit de Linas-Montlhéry
- 1971-1977: Le Mans
- 1978-1999: Paul Ricard
- 2000-2014: Magny-Cours
- 2015-Actualitat: Paul Ricard

## Curses complementàries
- La tasse d'or, reservada a motocicletes de menys de 50cc (conegudes popularment com a les "tasses à cafè").
- El bol d'or classic: reservada a motocicletes clàssiques (amb una antiguitat determinada).
- El bol d'argent: competició "amateur" que té lloc abans de la cursa principal.

## Palmarès del Bol d'or

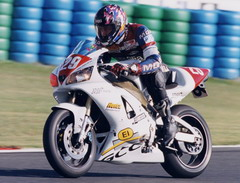
Alain Duchosal a l'edició del 2000

A 1 de gener de 2025
| Any                                                     | Pilot 1              | Pilot 2               | Pilot 3               | Motocicleta     |
| ------------------------------------------------------- | -------------------- | --------------------- | --------------------- | --------------- |
| 1922                                                    | Tony Zind            | -                     | -                     | Motosacoche     |
| 1923                                                    | Tony Zind            | -                     | -                     | Motosacoche     |
| 1924                                                    | René Francisquet     | -                     | -                     | Sunbeam         |
| 1925                                                    | René Francisquet     | -                     | -                     | Sunbeam         |
| 1926                                                    | Damitio              | -                     | -                     | Sunbeam         |
| 1927                                                    | Lempereur            | -                     | -                     | FN              |
| 1928                                                    | Victor Vroonen       | -                     | -                     | Gillet-Herstal  |
| 1929                                                    | Victor Vroonen       | -                     | -                     | Gillet-Herstal  |
| 1930                                                    | Paul Debaisieux      | -                     | -                     | Monet-Goyon     |
| 1931                                                    | Germain Patural      | -                     | -                     | Velocette       |
| 1932                                                    | Louis Jeannin        | -                     | -                     | Jonghi          |
| 1933                                                    | René Boura           | -                     | -                     | Velocette       |
| 1934                                                    | Willing              | -                     | -                     | Velocette       |
| 1935                                                    | René Boura           | -                     | -                     | Norton          |
| 1936                                                    | Edgar Craët          | -                     | -                     | Gillet-Herstal  |
| 1937                                                    | Robert Tabart        | -                     | -                     | Norton          |
| 1938                                                    | Robert Tinoco        | -                     | -                     | Harley-Davidson |
| 1939                                                    | Edouard Hordelalay   | -                     | -                     | Motobécane      |
| 1940 - 1946: no es disputà per la Segona Guerra Mundial |                      |                       |                       |                 |
| 1947                                                    | Gustave Lefèvre      | -                     | -                     | Norton          |
| 1948                                                    | Jacques Lenglet      | -                     | -                     | BMW             |
| 1949                                                    | Gustave Lefèvre      | -                     | -                     | Norton          |
| 1950                                                    | Gustave Lefèvre      | -                     | -                     | Norton          |
| 1951                                                    | Gustave Lefèvre      | -                     | -                     | Norton          |
| 1952                                                    | Pierre Collignon     | -                     | -                     | Moto Guzzi      |
| 1953                                                    | Gustave Lefèvre      | -                     | -                     | Norton          |
| 1954                                                    | Johann Weingartmann  | Helmut Volzwinkler    | -                     | Puch            |
| 1955                                                    | Oldrich Hameršmid    | Saša Klimt            | -                     | Jawa            |
| 1956                                                    | Gustave Lefèvre      | Georges Briand        | -                     | Norton          |
| 1957                                                    | Gustave Lefèvre      | Georges Briand        | -                     | Norton          |
| 1958                                                    | Inizan               | Mutel                 | -                     | Triumph         |
| 1959                                                    | Jean-Claude Bargetzi | Georges Briand        | -                     | Norton          |
| 1960                                                    | René Maucherat       | René Vasseur          | -                     | BMW             |
| 1961 - 1968: no es disputà                              |                      |                       |                       |                 |
| 1969                                                    | Michel Rougerie      | Daniel Urdich         |                       | Honda           |
| 1970                                                    | Tom Dickie           | Paul Smart            | -                     | Triumph         |
| 1971                                                    | Percy Tait           | Ray Pickrell          | -                     | Triumph         |
| 1972                                                    | Gérard Debrock       | Roger Ruiz            | -                     | Honda-Japauto   |
| 1973                                                    | Gérard Debrock       | Thierry Tchernine     | -                     | Honda-Japauto   |
| 1974                                                    | Alain Genoud         | Georges Godier        | -                     | Kawasaki        |
| 1975                                                    | Alain Genoud         | Georges Godier        | -                     | Kawasaki        |
| 1976                                                    | Alex Georges         | Jean-Claude Chemarin  | -                     | Honda           |
| 1977                                                    | Christian Léon       | Jean-Claude Chemarin  | -                     | Honda           |
| 1978                                                    | Christian Léon       | Jean-Claude Chemarin  | -                     | Honda           |
| 1979                                                    | Christian Léon       | Jean-Claude Chemarin  | -                     | Honda           |
| 1980                                                    | Pierre-Etienne Samin | Frank Gross           | -                     | Suzuki          |
| 1981                                                    | Dominique Sarron     | Jean-Claude Jaubert   | -                     | Honda           |
| 1982                                                    | Jean Lafond          | Hervé Guilleux        | Patrick Igoa          | Kawasaki        |
| 1983                                                    | Dominique Sarron     | Raymond Roche         | Guy Bertin            | Honda           |
| 1984                                                    | Jean-Pierre Oudin    | Patrick de Radiguès   | -                     | Suzuki          |
| 1985                                                    | Alex Vieira          | Gérard Coudray        | Patrick Igoa          | Honda           |
| 1986                                                    | Dominique Sarron     | Pierre Bolle          | Jean-Louis Battistini | Honda           |
| 1987                                                    | Dominique Sarron     | Jean-Michel Mattioli  | Jean-Louis Battistini | Honda           |
| 1988                                                    | Alex Vieira          | Dominique Sarron      | Christophe Bouheben   | Honda           |
| 1989                                                    | Alex Vieira          | Jean-Michel Mattioli  | Roger Burnett         | Honda           |
| 1990                                                    | Alex Vieira          | Jean-Michel Mattioli  | Stéphane Mertens      | Honda           |
| 1991                                                    | Alex Vieira          | Miguel Duhamel        | Jean-Louis Battistini | Kawasaki        |
| 1992                                                    | Terry Rymer          | Carl Fogarty          | Steve Hislop          | Kawasaki        |
| 1993                                                    | Dominique Sarron     | Jean-Marc Deletang    | Bruno Bonhuil         | Suzuki          |
| 1994                                                    | Dominique Sarron     | Christian Sarron      | Yasutomo Nagai        | Yamaha          |
| 1995                                                    | Terry Rymer          | Jean-Louis Battistini | Jéhan D'Orgeix        | Kawasaki        |
| 1996                                                    | Alex Vieira          | William Costes        | Christian Lavieille   | Honda           |
| 1997                                                    | Terry Rymer          | Brian Morrison        | Jéhan D'Orgeix        | Kawasaki        |
| 1998                                                    | Terry Rymer          | Brian Morrison        | Peter Goddard         | Suzuki          |
| 1999                                                    | Terry Rymer          | Jéhan D'Orgeix        | Christian Lavieille   | Suzuki          |
| 2000                                                    | Jean-Marc Deletang   | Fabien Foret          | Mark Willis           | Yamaha          |
| 2001                                                    | Brian Morrison       | Christian Lavieille   | Laurent Brian         | Suzuki          |
| 2002                                                    | Jean-Michel Bayle    | Sébastien Gimbert     | Nicolas Dussauge      | Suzuki          |
| 2003                                                    | Jean-Michel Bayle    | Sébastien Gimbert     | Nicolas Dussauge      | Suzuki          |
| 2004                                                    | Vincent Philippe     | Keiichi Kitagawa      | Matthieu Lagrive      | Suzuki          |
| 2005                                                    | Vincent Philippe     | Keiichi Kitagawa      | Matthieu Lagrive      | Suzuki          |
| 2006                                                    | Vincent Philippe     | Keiichi Kitagawa      | Matthieu Lagrive      | Suzuki          |
| 2007                                                    | David Checa          | Sébastien Gimbert     | Olivier Four          | Yamaha          |
| 2008                                                    | Vincent Philippe     | Julien Da Costa       | Matthieu Lagrive      | Suzuki          |
| 2009                                                    | Vincent Philippe     | Freddy Foray          | Olivier Four          | Suzuki          |
| 2010                                                    | Vincent Philippe     | Guillaume Dietrich    | Freddy Foray          | Suzuki          |
| 2011                                                    | Vincent Philippe     | Freddy Foray          | Anthony Delhalle      | Suzuki          |
| 2012                                                    | Julien Da Costa      | Gregory Leblanc       | Olivier Four          | Kawasaki        |
| 2013                                                    | Jeremy Guarnoni      | Gregory Leblanc       | Loriz Bas             | Kawasaki        |
| 2014                                                    | Gregory Leblanc      | Mathieu Lagrive       | Nicolas Salchaud      | Kawasaki        |
| 2015                                                    | Gregory Leblanc      | Mathieu Lagrive       | Fabien Foret          | Kawasaki        |
| 2016                                                    | Anthony Delhalle     | Vincent Philippe      | Étienne Masson        | Suzuki          |
| 2017                                                    | David Checa          | Niccolò Canepa        | Mike Di Meglio        | Yamaha          |
| 2018                                                    | Freddy Foray         | Josh Hook             | Mike Di Meglio        | Honda           |
| 2019                                                    | Vincent Philippe     | Étienne Masson        | Gregg Black           | Suzuki          |
| 2020: no es disputà per la pandèmia de COVID-19         |                      |                       |                       |                 |
| 2021                                                    | Gregg Black          | Xavier Simeon         | Sylvain Guintoli      | Suzuki          |
| 2022                                                    | Florian Alt          | Erwan Nigon           | Steven Odendaal       | Yamaha          |
| 2023                                                    | Gregg Black          | Sylvain Guintoli      | Etienne Masson        | Suzuki          |
| 2024                                                    | Gregg Black          | Dan Linfoot           | Etienne Masson        | Suzuki          |